# سیارک ۱۷۱۱
سیارک ۱۷۱۱ (به انگلیسی: 1711 Sandrine، نامگذاری:1935BB) هزار و هفتصد و یازدهمین سیارک کشف شده‌است که در ۲۹ ژانویه ۱۹۳۵ کشف شد.
قدر مطلق سیارک برابر ۱۱٫۰۱ است.